# Leptaulax dentifrons
Leptaulax dentifrons es una especie de coleóptero de la familia Passalidae.

## Distribución geográfica
Habita en la Península de Malaca y Borneo.